# Гловер, Хелен
Хелен Рейчел Мэри Гловер (англ. Helen Rachel Mary Glover; род. 17 июня 1986, Труро, Юго-Западная Англия) — британская гребчиха, выступавшая за сборную Великобритании по академической гребле в период 2010—2016 годов. Двукратная олимпийская чемпионка, трёхкратная чемпионка мира, трижды чемпионка Европы, победительница и призёрка многих регат национального значения.

## Биография
Хелен Гловер родилась 17 июня 1986 года в городе Труро графства Корнуолл, Англия. В детстве увлекалась многими видами спорта, участвовала в соревнованиях по легкоатлетическому кроссу и бегу на средние дистанции, играла в теннис и хоккей. Заниматься академической греблей начала в 2008 году во время учёбы в Университете Кардифф Метрополитан.
Первого серьёзного успеха в гребле на взрослом международном уровне добилась в сезоне 2010 года, когда вошла в основной состав британской национальной сборной и выступила на чемпионате мира в Карапиро, где стала серебряной призёркой в распашных безрульных двойках, уступив в финале только экипажу из Новой Зеландии.
В 2011 году в безрульных двойках выиграла два этапа Кубка мира, побывала на мировом первенстве в Бледе, откуда привезла награду серебряного достоинства — здесь вновь пропустила вперёд новозеландских спортсменок.
Благодаря череде удачных выступлений удостоилась права защищать честь страны на домашних летних Олимпийских играх 2012 года в Лондоне — вместе с напарницей Хизер Стэннинг обошла всех своих соперниц в программе распашных безрульных двоек и тем самым завоевала золотую олимпийскую медаль.
После лондонской Олимпиады Гловер осталась в гребной команде Великобритании на ещё один олимпийский цикл и продолжила принимать участие в крупнейших международных регатах. Так, в 2013 году в зачёте двоек без рулевой она победила на двух этапах Кубка мира и на мировом первенстве в Чхунджу.
В 2014 году в безрульных двойках одержала победу на двух этапах Кубка мира, на чемпионате Европы в Белграде и на чемпионате мира в Амстердаме.
В 2015 году была лучшей на европейском первенстве в Познани, на двух этапах Кубка мира и на мировом первенстве в Эгбелете.
Выиграв чемпионат Европы 2016 года в Бранденбурге и этап Кубка мира в Познани, благополучно прошла отбор на Олимпийские игры в Рио-де-Жанейро. Здесь совместно с той же Хизер Стэннинг вновь заняла первое место в безрульных двойках и добавила в послужной список ещё одно олимпийское золото. Вскоре по окончании этого сезона приняла решение завершить спортивную карьеру.
За выдающиеся спортивные достижения награждалась орденом Британской империи в степени кавалера (2013).